# Olympia Cormier
Olympia Cormier, née en 1880 à Marchenoir et assassinée le 3 mars 1945 au camp de Ravensbrück, est une institutrice, syndicaliste et militante féministe française.

## Biographie

### Jeunesse
Originaire du Loir-et-Cher, Olympia Cormier est la fille d'un terrassier et d'une couturière française. Elle grandit dans un milieu rural pauvre. De 1896 à 1899, elle est élève de l'École normale d'institutrices du Loiret, rue du Faubourg-Saint-Jean à Orléans. Elle travaille comme institutrice à Montargis et Orléans, avant de devenir directrice, notamment à Orléans, Saint-Jean-de-la-Ruelle et Saint-Hilaire-Saint-Mesmin. En 1933, elle est nommée directrice de l’école des filles de la rue du Château-Gaillard à Orléans, où elle termine sa carrière en 1936,.
Dès 1900, elle s'engage au sein de l’Amicale au conseil départemental de l’enseignement, où elle siège pendant vingt années. Lors de la Première Guerre mondiale, elle se distingue par la ferveur de son engagement féministe.

### Première Guerre Mondiale
En 1916, Olympia Cormier est nommée trésorière de l'Amicale du Loiret. À cette époque, des suspicions émergèrent quant à une correspondance qu'elle aurait entretenue avec l'anarchiste, Ernest-Lucien Juin, dit Armand, entraînant une surveillance de son courrier. Dans un rapport daté du 16 août 1916, destiné au préfet du Loiret, le commissaire central d'Orléans la décrit comme une personne intelligente et indépendante, peu encline à se conformer aux règlements et à la discipline.
Elle est reconnue pour ses idées progressistes et jouit de l'estime de ses collègues, qui l'ont choisie pour les représenter au Conseil départemental de l'enseignement. Cependant, aucune preuve n'a été trouvée qu'elle ait fait de la propagande en faveur de la paix.

### Syndicalisme
Après la Première Guerre mondiale, Olympia Cormier oeuvre notamment aux côtés de l'enseignant, Marcel Bouguereau, pour rallier les membres de l'Amicale du Loiret au Syndicat national des instituteurs (SNI). En décembre 1920, par une majorité de cent voix contre dix-sept, les adhérents décidèrent de rejoindre le syndicat. Elle occupe alors divers rôles au sein de la Commission permanente nationale du SNI, dont le poste de trésorière nationale adjointe de 1926 à 1929, co-trésorière chargée des caisses de secours et de solidarité ainsi que des cartes de la Confédération Générale du Travail (CGT) en 1927-1928, et finalement trésorière nationale dès 1931.
En qualité d'institutrice et de pédagogue distinguée, Olympia Cormier est réceptive aux nouvelles méthodes d'enseignement, et s'engage dans la réussite de ses élèves en modernisant sa pratique de l'instruction. Elle prend notamment part aux activités de la Société d'études historiques, géographiques et scientifiques de la région parisienne, dirigée par Albert Demangeon. Forte personnalité, elle n'hésite pas à défendre publiquement ses idées, attachée à la défense de l’école laïque et de la République.
En 1932, Olympia Cormier prend place à la tribune lors d'une réunion publique de la Section française de l'Internationale ouvrière (SFIO) à Orléans, parti socialiste auquel elle appartient. Cette réunion est dirigée par l'avocat, Claude Lewy, qui deviendrait plus tard maire socialiste d'Orléans.
En 1936, Olympia Cormier participe avec enthousiasme à un voyage d'études en Union des républiques socialistes soviétiques (URSS), organisé par le Syndicat national des instituteurs,. Elle est une militante active au sein de la Ligue des Droits de l’Homme, du Syndicat national des instituteurs, de la Société d’études historiques et géographiques de la région parisienne, mais également au sein de l’Association des anciens élèves de l’école normale.

### Engagement féministe
Olympia Cormier est décrite comme une féministe engagée et une militante pour le Droit de vote des femmes. En novembre 1926, lors d'une réunion publique organisée par la section d'Orléans de la Ligue des droits de l'Homme, dont elle est vice-présidente, elle s'oppose à l'avocat et homme politique Jean Zay, sur cette question,.

### Arrestation et déportation
Le 6 juin 1944, le maire de Gien, l'enseignant Marcel Bouguereau, convoque Olympia Cormier au commissariat d'Orléans, où il est détenu, pour la tenir informée de la situation et des arrestations en cours.
Appréhendée le 8 juin 1944 par un policier collaborateur, elle est emprisonnée au Fort de Romainville par la Gestapo, avant d'être déportée le 4 juillet 1944 depuis la gare de l’Est à Paris vers le camp de Neue Bremm puis de Ravensbrück, un camp de concentration, principalement réservé aux femmes, situé au nord de Berlin, où elle décède le 3 mars 1945. Une survivante de Ravensbrück témoigna : "Devant les employés de la chambre à gaz, elle tentait de se tenir droite, de garder une attitude courageuse".
Olympia Cormier aurait été appréhendée en raison de ses convictions politiques, de ses activités syndicales et de son amitié avec Marcel Bouguereau, soupçonné de soutenir la Résistance.

## Reconnaissance
L'École publique élémentaire Olympia Cormier se situe rue du Château Gaillard à Orléans,.